# Elżbieta Kraska
Elżbieta Kraska (ur. 8 czerwca 1912 w Siemianowicach Śląskich, zm. 15 lutego 1987) – polska nauczycielka, posłanka na Sejm PRL IV kadencji.

## Życiorys
Uzyskała wykształcenie wyższe, ukończyła studia na Wydziale Filologii klasycznej i Neoklasycznej (ze specjalnością w językach francuskim i niemieckim) Uniwersytecie Jagiellońskim. Po studiach, do wybuchu II wojny światowej, pracowała jako nauczycielka łaciny, niemieckiego i historii w Janowie Lubelskim. W czasie okupacji wróciła do domu rodzinnego do Siemianowic Śląskich, początkowo pracując dorywczo jako korepetytorka, później jako nauczycielka w szkołach powszechnych powiatu rybnickiego i bielskiego. Po wyzwoleniu organizowała polskie szkolnictwo na Śląsku. Początkowo pełniła obowiązki dyrektor, jednocześnie ucząc w liceum w Siemianowicach Śląskich. Później uczyła w Gimnazjum i Liceum im. Kopernika w Katowicach, następnie w jedenastolatce (połączonej szkole podstawowej i liceum) w Katowicach, pełniąc obowiązki wicedyrektor i nauczycielki łaciny, francuskiego i historii. Równocześnie współorganizowała szkolnictwo średnie dla pracujących w Siemianowicach Śląskich i Katowicach. Kiedy utworzono Technikum Mechaniczne w Siemianowicach Śląskich, uczyła w nim języka polskiego, historii, a także została kierowniczką świetlicy. Po likwidacji tej placówki przeszła do nowo utworzonej zasadniczej szkoły zawodowej, w której objęła posadę nauczycielki języka polskiego.
W 1965 uzyskała mandat posła na Sejm PRL w okręgu Sosnowiec, zasiadała w Komisji Oświaty i Nauki.
Należała do Frontu Jedności Narodu, Polskiego Czerwonego Krzyża, Towarzystwa Przyjaciół Dzieci, Związku Nauczycielstwa Polskiego i Towarzystwa Rozwoju Ziem Zachodnich.
Została odznaczona Odznaką 1000-lecia Państwa Polskiego, Brązową i Srebrną odznaką PCK i odznaką TPD.